# Jozef Fundák
Jozef Fundák (* 25. září 1931) byl československý politik ze Slovenska ukrajinské respektive rusínské národnosti a bezpartijní poslanec Sněmovny národů Federálního shromáždění za normalizace.

## Biografie
K roku 1981 se profesně uvádí jako frézař. Ve volbách roku 1981 zasedl do slovenské části Sněmovny národů (volební obvod č. 132 - Snina, Východoslovenský kraj). Mandát obhájil ve volbách roku 1986 (obvod Snina). Ve Federálním shromáždění setrval do konce funkčního období, tedy do svobodných voleb roku 1990. Netýkal se ho proces kooptací do Federálního shromáždění po sametové revoluci.